# Jovano, Jovanke
 (mars 2025).
Si vous disposez d'ouvrages ou d'articles de référence ou si vous connaissez des sites web de qualité traitant du thème abordé ici, merci de compléter l'article en donnant les références utiles à sa vérifiabilité et en les liant à la section « Notes et références ».
Jovano, Jovanke (macédonien : Јовано, Јованке), parfois écrit Jovano Jovanke (sans la virgule) est une chanson traditionnelle, originaire de Macédoine du Nord, interprété par de nombreux musiciens populaires des Balkans, incluant l'ex-Yougoslavie, la Bulgarie, ou la Turquie.
Un des premiers musiciens à l'avoir enregistré, tout au long de sa carrière est le compositeur-interprète macédonien Aleksandar Sarievski.

## Paroles
Јовано, Јованке

Крај Вардарот седиш, мори

Бело платно белиш,

Бело платно белиш, душо

Сè нагоре гледаш.

Јовано, Јованке,

Јас тебе те чекам, мори

Дома да ми дојдеш,

А ти не доаѓаш, душо

Срце мое, Јовано.

Јовано, Јованке,

Твојата мајка, мори

Тебе не те пушта,

Кај мене да дојдеш, душо

Срце мое, Јовано.